# Potok (województwo lubuskie)
Potok – wieś w Polsce położona w województwie lubuskim, w powiecie żarskim, w gminie Przewóz. 
W latach 1975–1998 miejscowość położona była w województwie zielonogórskim.
W Potoku znajdowała się Jednostka Wojskowa 3303.
Do 1945 w pobliżu Potoku znajdowały się osady Jamnitz, Lichtenberg, Wendisch Musta (następnie Birkfähre), Schrothammer i Kutschig, spalone 20 lutego 1945 przez Wehrmacht w czasie ewakuacji przed nadejściem Armii Czerwonej.

## Położenie
Wieś leży na zachód od Przewozu, w granicach rezerwatu leśnego Nad Młyńską Strugą, w pobliżu drogi nr 350 prowadzącej wzdłuż Nysy Łużyckiej, w kierunku Łęknicy. 